# 細胞周期

細胞周期ごとに染色体の複製と分離が行われる。

細胞周期（さいぼうしゅうき; cell cycle）は、一つの細胞が二つの娘細胞を生み出す過程で起こる一連の事象、およびその周期のことをいう。細胞周期の代表的な事象として、ゲノムDNAの複製と分配、それに引き続く細胞質分裂(dh)がある。

## 概要

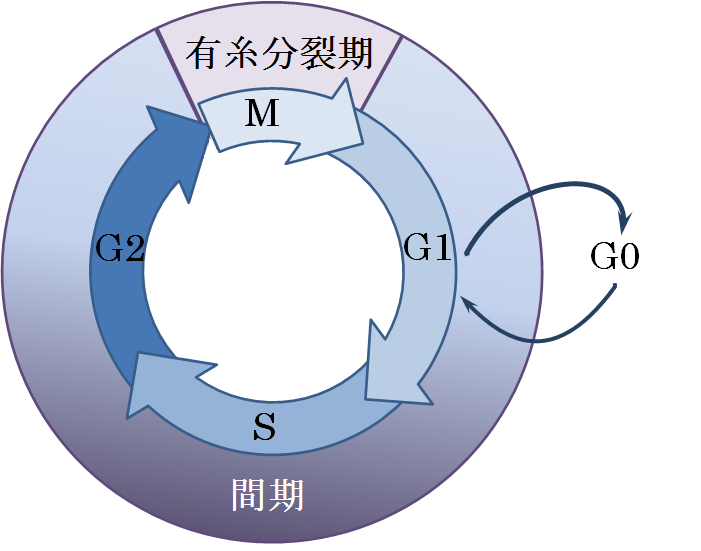
細胞周期

細胞周期は、光学顕微鏡での観察に基づき、間期（interphase）とM期（M phase）とに分けられる。間期はさらにG1期、S期、G2期に分けられる。M期は有糸分裂と細胞質分裂によって構成される。有糸分裂では姉妹染色分体が細胞の両極に分かれ、引き続く細胞質分裂では細胞質が割れて2つの細胞が生み出される。一時的にもしくは可逆的に分裂を停止した細胞は、G0期と呼ばれる静止期に入ったとされる。
| 状態       | 期間                          | 略記 | 説明 |
| ---------- | ----------------------------- | ---- | --- |
| 静止/ 老化 | Gap 0                         | G0   | 細胞が周期から去った、または分裂を止めている休止期。                                                                                              |
| 間期       | Gap 1                         | G1   | Gap 1では細胞は大きくなる。G1/Sチェックポイントで次のDNA合成への準備ができているかが確認される。                                                  |
| 間期       | 合成(Synthesis)               | S    | この期間にDNAの複製が行われる。 |
| 間期       | Gap 2                         | G2   | DNA合成から有糸分裂が起こるまでの間、細胞は成長し続ける。G2/Mチェックポイントで次のM期(有糸分裂と細胞質分裂)への準備ができているかが確認される。  |
| 細胞分裂   | 分裂(Mitosis and cytokinesis) | M    | この段階で細胞の成長は停止し、活動エネルギーは分裂に集中される。有糸分裂の途中M期チェックポイントで完全な分裂への準備ができているかが確認される。 |

## 間期
細胞が分裂し、生じた娘細胞が再び有糸分裂を開始するまでの間、つまりM期と次のM期の間を間期（interphase）と呼ぶ。細胞の成長、物質の吸収、生合成、遺伝情報と全ての細胞小器官の複製、また代謝など、細胞としての機能はこの時期に行われる。真核細胞の多くは大半の時間を間期に費やし、次の細胞分裂（M期）に備える。間期では、クロマチンは核膜に囲まれた細胞核の中に分散しており、個々の染色体を識別することはできない。核小体は核内構造のひとつとして確認できる。紡錘糸はまだ観察されないが、中心体は核周辺に観察される。
放射性同位体(RI, radio isotope)を用いて同調細胞のDNA合成を経時的に追跡することで、間期は、G1期、S期、G2期の3段階に分けられることが明らかになった。各期は細胞周期チェックポイントで完了が確認されてから次の期間へと進行する。各期間と間期全体にかかる時間は細胞の種類や生物の種類によって様々である。一般に哺乳類の成体の細胞で、間期は20時間ほどであり、細胞分裂全体のほぼ90%の時間を占める。

### G1期
M期が終わり、DNA合成が始まるまでの期間は、間期における最初の期間であり、G1期(Gはgapを意味する)と呼ばれる。G1期は別名(Gをgrowthと読んで)成長期とも言われる。この期間中、M期では顕著に低かった細胞の生合成活性が再び高まる。G1期では、次のS期で必要とされる種々の(主にDNA複製に用いられる)酵素が合成される。また細胞小器官の合成も盛んで、関連する構造タンパクと酵素が多量に消費されるため細胞内の代謝が活発な期間でもある。G1期はさらに4つの小期に分けられる。
1. コンピテンス(g1a)
2. エントリー(g1b)
3. プログレッション(g1c)
4. アセンブリ(g1d)

これらの小期は成長因子、栄養供給、温度、その他の阻害因子により影響を受けうる。S期に入る前にG1期を中断し休眠状態のG0期に入る細胞もある。G1期の長さは様々で、同種の生物でも細胞によって異なるが、24時間毎に分裂を繰り返しているような活発なヒトの細胞では、G1期に約9時間かかる。G1期の終わりには細胞周期チェックポイントがある。これはDNAに欠陥がなく、細胞の機能が正常なことを確認する一連の安全機構である。機能的にはサイクリン依存性キナーゼ(Cyclin Dependent Kinase; CDK)がこの役目を果たしている。G1期CDKタンパクは様々な遺伝子に対して転写因子を活性化する。これらの遺伝子の中にはDNA合成タンパク質やS期CDKタンパク質に対応するものも含まれている。

### S期
G1期に続くS期（Synthesis phaseの略）は、染色体DNAが複製される時期である。S期では、DNAヘリカーゼが2重鎖DNAを開裂して1本鎖を作り、続いてDNAポリメラーゼが相補的塩基対を結合させることで2本の2重鎖DNAが生成される。DNA合成が完了し、全ての染色体が複製されたところでS期は終了する。S期の間に細胞内のDNA量は実質2倍になる。S期ではRNA転写とタンパク質合成の速度は非常に低い。しかし、ヒストンは例外的で、ほとんどのヒストンがS期に作られる。中心体もS期に複製される。DNAの複製と中心体の複製は独立に行われるが、その進行には多くの共通の因子が関係している。結果的に細胞分裂に必要な細胞内の遺伝物質の複製はS期で完了する。
S期ではDNAの損傷が頻繁に起こるが、複製の完了と共にDNA修復が始まる。修復が不完全な場合は細胞周期チェックポイント機構で検知され、細胞周期が停止される。この段階を通過するとほとんどの細胞は細胞周期を途中で停止しない。

### G2期
DNA複製が完了してから、M期に入るまでの期間をG2期と呼ぶ。G2期では再び盛んなタンパク質合成が行われ、主に有糸分裂に必要な微小管が作られる。一般に間期の中ではG2期が最も短く、例えばヒトの細胞では多くの場合4～5時間で終了する。G2期にはG2/Mチェックポイントがあり、細胞がM期に進めるかどうか判断している。

## M期

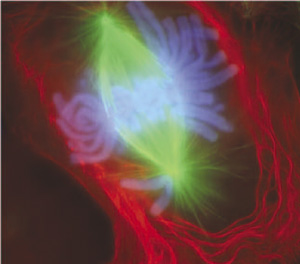
分裂中期の細胞。ほとんどの染色体 (青) が赤道面に配列した状態。緑が紡錘体。

M期（Mitotic phaseの略)には、有糸分裂（mitosis）と細胞質分裂（cytokinesis）が行われる。有糸分裂は、ほとんどの細胞において約1時間程度で終了する。有糸分裂は、染色体の動態の光学顕微鏡での観察に基づいて、前期・前中期・中期・後期・終期に分けられる。前期では、染色体の凝縮（染色体凝縮）が起こり、この時期に染色体が顕微鏡下で観察されるようになる。中期にはいると、核膜が消失し、染色体が赤道面上に並ぶ。紡錘体もこの時期に完成する。後期では、セントロメア付近で結合していた姉妹染色分体が、紡錘体に引っ張られるような形で、分離し、極方向に移動を開始する。終期では分離を終えた染色分体が脱凝縮し、その周囲に核膜が再形成される。また、この時期から細胞質分裂が始まり、細胞分裂が終了する。
有糸分裂は、生物種によって異なる様式をとる。例えば、上記のように動物細胞では核膜が一時消失する「開いた」有糸分裂（open mitosis）を行う。一方、出芽酵母(Saccharomyces cerevisiae)ような菌類では、M期を通じて核膜は崩壊せず、細胞核の中で染色体が分かれる「閉じた」有糸分裂（closed mitosis）を行う。
一般に有糸分裂と細胞質分裂は連続的に起こる。しかし、1つの細胞に複数の核が存在する状態を経る生物も多く知られている。真菌、変形菌が代表的な例であるが、その他の生物にも見られる現象である。動物においても例えばキイロショウジョウバエのある胚発生段階では有糸分裂と細胞質分裂が連続して起こらないことが知られている。

## 静止期(G0期)
G0期は、細胞分裂も分裂の準備も行われていないG1期が延長している状態ととも、細胞周期から分かれた活動停止状態とも捉えられている。また、神経細胞や心筋細胞などは、細胞分化の果てに有糸分裂の後分裂を止め、成熟し、残りの寿命期間を本来の機能を発揮し続ける。これらの細胞にとってG0期は細胞周期外の非分裂状態にあることからG0期は「有糸分裂後」とも言われることもある。細胞質分裂をしない多核筋細胞もG0期にあると表現される。「有糸分裂後」という用語は、時折G0期と細胞の老化の両方を示す際に使われる。多細胞真核生物における非増殖性細胞は一般的にG1期からG0期に入り、長期に、時には（神経細胞の場合などは特に）無制限にG0期にとどまることがある。完全に細胞分化した細胞のほとんどはG0期に入る。細胞の老化は、子孫細胞が成長できなくなるようなDNAの損傷や劣化に反応してなる状態である。細胞の老化とは、損傷を受けた細胞を自己破壊するアポトーシスの生化学的代替手段ともいえる。

## 細胞周期の制御

### 細胞周期エンジン（Cdk/サイクリン複合体）
細胞周期の進行は、Cdk(cyclin-dependent kinase, サイクリン依存性キナーゼ)とサイクリン(cyclin)の複合体によって制御されている。Cdk/サイクリン複合体は、細胞周期を前に進めることから、細胞周期エンジン(cell cycle engine)と呼ばれる。動物細胞では、複数のCdk/サイクリン複合体が細胞周期の進行に関わっている。G1期からS期へ進むにはCdk2/サイクリンE複合体、S期からG2期への進行にはCdk2/サイクリンA複合体、G2期からM期への移行にはCdk1/サイクリンB複合体の活性が必要である（Cdk1はCdc2とも呼ばれる）。必要なときに必要な複合体のみ活性化するために、細胞内では、各サイクリンの転写の制御やユビキチン依存的な分解、Cdkはリン酸化・脱リン酸化などの修飾による活性の制御が行われている。

### 細胞周期チェックポイント
正常な細胞分裂を保障するために、G1/S期など重要なところで細胞周期の進行を正常に行えるか監視するポイントがあり、これを細胞周期チェックポイント機構という。
細胞周期チェックポイントは、DNA未複製チェックポイント、紡錘体集合チェックポイント、染色体分離チェックポイント、DNA損傷チェックポイントからなる。
- DNA未複製チェックポイン ト
DNA未複製チェックポイントは、DNAの複製が完了して分裂期へと進む準備が整っているかを監視している。DNAの複製が未完了であると、ATR-Chk1依存的にM期への移行に必要なCdk/サイクリン複合体の活性化を阻害し、細胞 周期を停止させる。

- 紡錘体集合チェックポイント
紡錘体集合チェックポイントは、M期後期で、紡錘体の形成が正常で分裂期の後期に移行できる状況かをチェックしている。紡錘体の形成に失敗していると、Mad2が微小管と結合していない動原体依存的に活性化され、分裂後期開始に必要なCdc20の活性を阻害し、染色体の分裂を停止する。

- 染色体分離チェックポイント
染色体分離チェックポイントは、M期終期に、正常な染色体分配がなされたかをチェックしている。染色体分配に失敗していると、Cdc2/Cyclin B複合体が活性を失わず、細胞質分裂に移れない。

- DNA損傷チェックポイント
DNA損傷チェックポイントは、G1期、G1/S期、S期、G2/M期で働き、DNAに損傷も変異もない正常なDNA合成を保障している。この機構は、ATM/ATRがそれ自身によってか、あるいはその他の因子によって、DNA損傷を認識することによって活性化され、これが下流のChk1/2やp53、Baxなどを活性化することによって、DNA修復やアポトーシス、老化などによって、望まれない遺伝情報の喪失や細胞のがん化を防いでいる。

## 参考図書
- 田村隆明, 山本雅・編集『改定第2版 分子生物学イラストレイテッド』羊土社、2003年。ISBN 978-4-89706-353-9。

- G. KARP・著, 山本正幸, 渡辺雄一郎, 児玉有希・訳『カープ 分子細胞生物学 第4版』東京化学同人、2006年。ISBN 4-8079-0641-0。

- Michelle D. Garrett (2001). “Cell cycle control and cancer”. CURRENT SCIENCE 81:  515-522.

- Alberts B, Johnson A, Lewis J, Raff M, Roberts K, Walter P『細胞の分子生物学』中村桂子, 中塚公子, 宮下 悦子, 松原謙一, 羽田裕子, 青山聖子, 滋賀陽子, 滝田郁子（第5版）、ニュートンプレス、2010年（原著2008年）。ISBN 978-4315518672。
- Krieger M, Scott MP; Matsudaira PT, Lodish HF, Darnell JE, Zipursky L, Kaiser C; Berk A『分子細胞生物学』石浦章一, 須藤和夫, 丸山工作, 石川統, 野田春彦（第5版）、東京化学同人、New York、2005年（原著2004年）。ISBN 978-4807906154。
- Watson JD, Baker TA, Bell SP, Gann A, Levine M, Losick R『ワトソン 遺伝子の分子生物学』中村桂子, 滝田郁子, 宮下悦子, 滋賀陽子, 中塚公子（第5版）、東京電機大学出版局、San Francisco、2006年（原著2004年）。ISBN 978-4501621209。